# Триниобийродий
Триниобийродий — бинарное неорганическое соединение
ниобия и родия
с формулой Nb3Rh,
серые кристаллы.

## Получение
- Спекание стехиометрических количеств чистых веществ:

{\displaystyle {\mathsf {3Nb+Rh\ {\xrightarrow {1220^{o}C}}\ RhNb_{3}}}}

## Физические свойства
Триниобийродий образует кристаллы
кубической сингонии,
пространственная группа P m3n,
параметры ячейки a = 0,5120 нм, Z = 2,
структура типа силицида трихрома Cr3Si
.
Соединение образуется по перитектической реакции при температуре 1220°С .
При температуре 2,4÷2,6 К переходит в сверхпроводящее состояние .